# Assassin's Creed: Underworld
Assassin's Creed: Underworld es una novela escrita por Oliver Bowden publicado el 1 de noviembre de 2015. La novela se centra en Henry Green antes de los acontecimientos de 1862 en Assassin's Creed: Syndicate.
Será publicado el 5 de noviembre en Reino Unido y el 1° de diciembre en Estados Unidos

## Sumario del libro
1862, Londres está en plena Revolución Industrial y se construye el primer ferrocarril subterráneo del mundo. Un cadáver aparece durante una excavación, detonando la chispa que desatará el último sangriento episodio en la eterna batalla entre assassins y templarios. En el centro de la historia está un assassin oculto, en con un pasado oscuro y lleno de secretos, y una misión para acabar con el férreo control de los templarios sobre el capital de la nación. Pronto la Hermandad le conocerá como Henry Green, mentor de Jacob y Evie Frye. Pero, por ahora, es simplemente, “el Fantasma”.